# Iijima
Iijima (飯島町 Iijima-machi?) es un pueblo en la prefectura de Nagano, Japón, localizado en la parte central de la isla de Honshū, en la región de Chūbu. El 1 de marzo de 2021 tenía una población estimada de 9038 habitantes y una densidad de población de 104 personas por km².

## Geografía
Iijima se encuentra en centro-sur de la prefectura de Nagano, entre las montañas Kiso y el monte Senjō de las montañas Akaishi. El río Chikuma atraviesa el pueblo.

## Historia
El área del actual Iijima era parte de la antigua provincia de Shinano, y se desarrolló como una estación en la ruta Sanshū Kaidō que conectaba las regiones del interior de Shinano con el océano Pacífico. Era territorio controlado directamente por el shogunato Tokugawa hasta la restauración Meiji. La villa moderna de Iijima se estableció el 1 de abril de 1889 y fue elevada a la condición de pueblo el 1 de enero de 1954. Se fusionó con la aldea vecina de Nakakubō el 30 de septiembre de 1956.

## Demografía
Según los datos del censo japonés, la población de Iijima se ha mantenido relativamente estable en los últimos 50 años.
| Gráfica de evolución demográfica de Iijima entre 1940 y 2015 |
|                                                              |
| Oficina de Estadística de Japón                              |